# Mikuláš Athanasov
Mikuláš Athanasov (Košice, Checoslovaquia, 28 de noviembre de 1930-ídem, 26 de diciembre de 2005) fue un deportista checoslovaco especialista en lucha grecorromana donde llegó a ser medallista de bronce olímpico en Helsinki 1952.

## Carrera deportiva
En los Juegos Olímpicos de 1952 celebrados en Helsinki ganó la medalla de bronce en lucha grecorromana estilo peso ligero, tras el soviético Shazam Safin (oro) y el sueco Gustav Freij (plata).